# Риквин (граф Вердена)
Риквин (Рихвин, Рикуин, Рикувин; лат. Ricuvinus, нем. Richwin, фр. Ricuin) — граф Вердена с конца IX века.

## Биография

### Правление
Происхождение Риквина не известно. Впервые он упоминается как граф Вердена в акте, датированном 14 августа 895 года, который король Лотарингии Цвентибольд дал монастырю Святого Михаила. Также Риквин вместе с будущим пфальцграфом Лотарингии Вигерихом упомянут в акте короля Цвентибольда о передачи собственности церкви Трира, датированном 23 января 899 года.
После смерти короля Восточно-Франкского королевства Людовика IV Дитяти Риквин, как и другие представители Лотарингской знати, признал власть короля Западно-Франкского королевства Карла III Простоватого. Он упоминается в актах Карла III, датированных 11 июня 913 года и 24 ноября 915 года. Вместе с пфальцграфом Вигерихом и сыном Оттоном Риквин упоминается в датированной 19 января 916 года хартии Карла III о восстановлении монастыря Сюстерен, подчинённого Прюмскому аббатству.
Вскоре после 916 года умер пфальцграф Вигерих. На его вдове Кунигунда женился Риквин. Тогда же он упоминается как светский аббат монастырей Мойенмутье и Сен-Пьер в Меце. Возможно, что он тогда же исполнял обязанности графа Меца.
В 921 году Риквин участвовал в поддержанном королём Германии Генрихом I Птицеловом мятеже лотарингской знати против Карла III Простоватого, а в 923 году, по сообщению Флодоарда, больного Риквина убил Бозон, брат герцога Бургундии Рауля. Возможно, что к этому убийству был причастен и пасынок Риквина, будущий епископ Меца Адальберон I.

### Семья
1-я жена: дочь графа Эно графа Ангеррана (Ингельрама) и Фридерады. Дети:
- Оттон (ум. 944), граф Вердена с 923 года, герцог Лотарингии с 940 года

2-я жена: Кунигунда, дочь Ирментруды и внучка короля Западно-Франкского королевства Людовика II Заики, вдова пфальцграфа Лотарингии Вигериха.
По одной из версий от второго брака Риквина мог происходить первый граф Люксембурга Зигфрид. Традиционно он считается сыном Вигериха и Кунигунды, однако существуют хронологические проблемы, по которым нельзя полностью принять версию о том, что Зигфрид был сыном Вигериха. Пытаясь объяснить эти проблемы, выдвигались разные гипотезы. По одной из них, Зигфрид мог быть сыном Риквина. Однако эта версия также имеет проблемы с хронологией.